# Hugo Scheibel
Hugo Scheibel (* 12. Februar 1884 in Hamburg; † 16. August 1971 ebenda) war ein deutscher Politiker (SPD).
Hugo Scheibel war ein Sohn eines Angestellten und besuchte eine Volksschule. Er machte eine Lehre als Schlosser und legte ab 1906 seinen Militärdienst ab. 1907 wurde er Bauhilfsarbeiter und trat 1910 der SPD bei. Scheibel arbeitete ab 1913 als Hilfsarbeiter beim Vorstand des Deutschen Bauarbeiterverbands. Im Ersten Weltkrieg wurde er 1914 eingezogen und anschließend 1917 verwundet. Nach dem Lazarettaufenthalt kam er nach Berlin und wurde Mitglied des Arbeiter- und Soldatenrats im Bezirk Weißensee. 
1919 kehrte Scheibel nach Hamburg zurück und wurde dort Mitglied des Vorstands des Deutschen Bauarbeiterverbands. Nach der „Machtergreifung“ der Nationalsozialisten wurde er arbeitslos und 1935 wegen „Vorbereitung zum Hochverrat“ verhaftet. Im KZ Fuhlsbüttel wurde er gefangengehalten und später zu sechs Monaten Gefängnis verurteilt. 1938 wurde er Angestellter bei der Baufirma Lenz & Co. in Berlin-Wilmersdorf.
Nach dem Zweiten Weltkrieg wurde Scheibel Treuhänder und Sachwalter des Magistrats von Berlin. Bei der ersten Berliner Wahl 1946 wurde er in die Stadtverordnetenversammlung von Groß-Berlin gewählt. Da Karl Bäßler ausschied, rückte Scheibel im Juni 1950 erneut für sechs Monate in das Parlament nach.